# Demeter Bitenc
Demeter Bitenc, slovenski filmski, televizijski in gledališki igralec, * 21. julij 1922, Ljubljana, † 22. april 2018, Ljubljana
Diplomiral je na Trgovski akademiji v Ljubljani. Med vojno je obiskoval zasebne učne ure pri gledališkem igralcu in režiserju Slavku Janu.1943 je opravil avdicijo za sprejem v ansambel ljubljanske Drame. Po koncu vojne je zaključil še štiri semestre na novo ustanovljeni Akademiji za igralsko umetnost v Ljubljani.
V ljubljanski Drami je prvič igral 1943 in ostal tam do 1954, po tem je do 1958 igral v Hrvaškem narodnem gledališču na Reki, za tem pa v Beogradu in SLG Celje.
1948 je bil statist v filmu Na svoji zemlji, leta 1959 pa je pričel filmsko kariero kot stranski igralec - nemški oficir v filmu Dobri stari pianino. Od 1960 je svobodni igralec, saj je po spletu naklučji dobil stransko vlogo v nemškem filmu, nato pa še pogodbo za tri filme zahodnonemškega producenta Wolfa C. Hartwiga, ki jih kot član gledališkega ansambla ne bi mogel realizirati.
Do sredine leta 2017 je igral v okoli 80 gledaliških in okoli 230 filmskih vlogah, večinoma v nemških in italijanskih filmih.
V kar 45 filmskih vlogah je igral vojaškega oficirja, od tega 40-krat nemškega.
Med drugimi nagradami je 2016 prejel nagrado Žaromet za medijsko legendo leta (nagrado za življenjsko delo).

## Pomembnejše vloge v slovenskih celovečernih filmih
1. Na svoji zemlji, 1947
2. Dobri stari pianino, 1959
3. Akcija, 1960
4. X - 25 javlja,1960
5. Ples v dežju, 1961
6. Minuta za umor, 1962
7. Amandus, 1966
8. Grajski biki, 1967
9. Nevidni bataljon, 1967
10. Sončni krik, 1968
11. Peta zaseda, 1968
12. Begunec, 1973
13. Pastirci, 1973
14. Pomladni veter, 1974
15. Čudoviti prah, 1975
16. Med strahom in dolžnostjo, 1975
17. To so gadi, 1977
18. Draga moja Iza, 1979
19. Iskanja, 1979
20. Prestop, 1980
21. Nasvidenje v naslednji vojni, 1980
22. Pustota, 1982
23. Eva, 1983
24. Dih, 1983
25. Dediščina, 1984
26. Naš človek, 1985
27. Živela svoboda, 1987
28. Kavarna Astoria, 1989
29. Umetni raj, 1990
30. Outsider, 1997

## Izpostavljena tuja filmografija
- Il Bandito della luce rossa, 1962 (Guido Malatesta) (prvi pomembnejša vloga v tujem filmu)
- Winnetou 1. Teil (Winnetou), 1963 (Harald Reinl)
- Il pirata del diavolo (Rabanek, gusar iz pekla), 1963 (Roberto Mauri) (edina glavna vloga na filmu)
- Das Geheimnis der gelben Mönche, 1966 (Manfred R. Köhler)
- Bitka na Neretvi, 1969 (Veljko Bulajić)
- Cross of Iron (Železni križec), 1977 (Sam Peckinpah)
- The Winds of War (Vojne vihre), 1983 (Dan Curtis)